# José Bódalo
José Bódalo (né le 24 mars 1916 à Córdoba (Argentine) et mort le 24 juillet 1985 à Madrid)  est un acteur hispano-argentin de cinéma.

## Filmographie partielle
- 1948 : Alhucemas de José López Rubio : Commandant Almendro
- 1962 : Terreur dans la brousse (Cristo negro) de Ramón Torrado : Janson
- 1967 : Un train pour Durango (Un treno per Durango) de Mario Caiano : chef mexicain
- 1967 : Professionnels pour un massacre (Professionisti per un massacro) de Nando Cicero
- 1968 : Le Commando du sergent Blynn (Giugno '44 - Sbarcheremo en Normandie) de León Klimovsky
- 1968 : Adios Caballero (Uno dopo l'altro) de Nick Nostro : colonel Jefferson
- 1969 : Garringo de Rafael Romero Marchent : Klaus, le shérif

### Télévision
- 1977 : Curro Jiménez (1 épisode)
- 1981 : Le Bel Été : Alcalde (1 épisode)